# フリードリヒ・ヴィルヘルム・フォン・ハウクヴィッツ

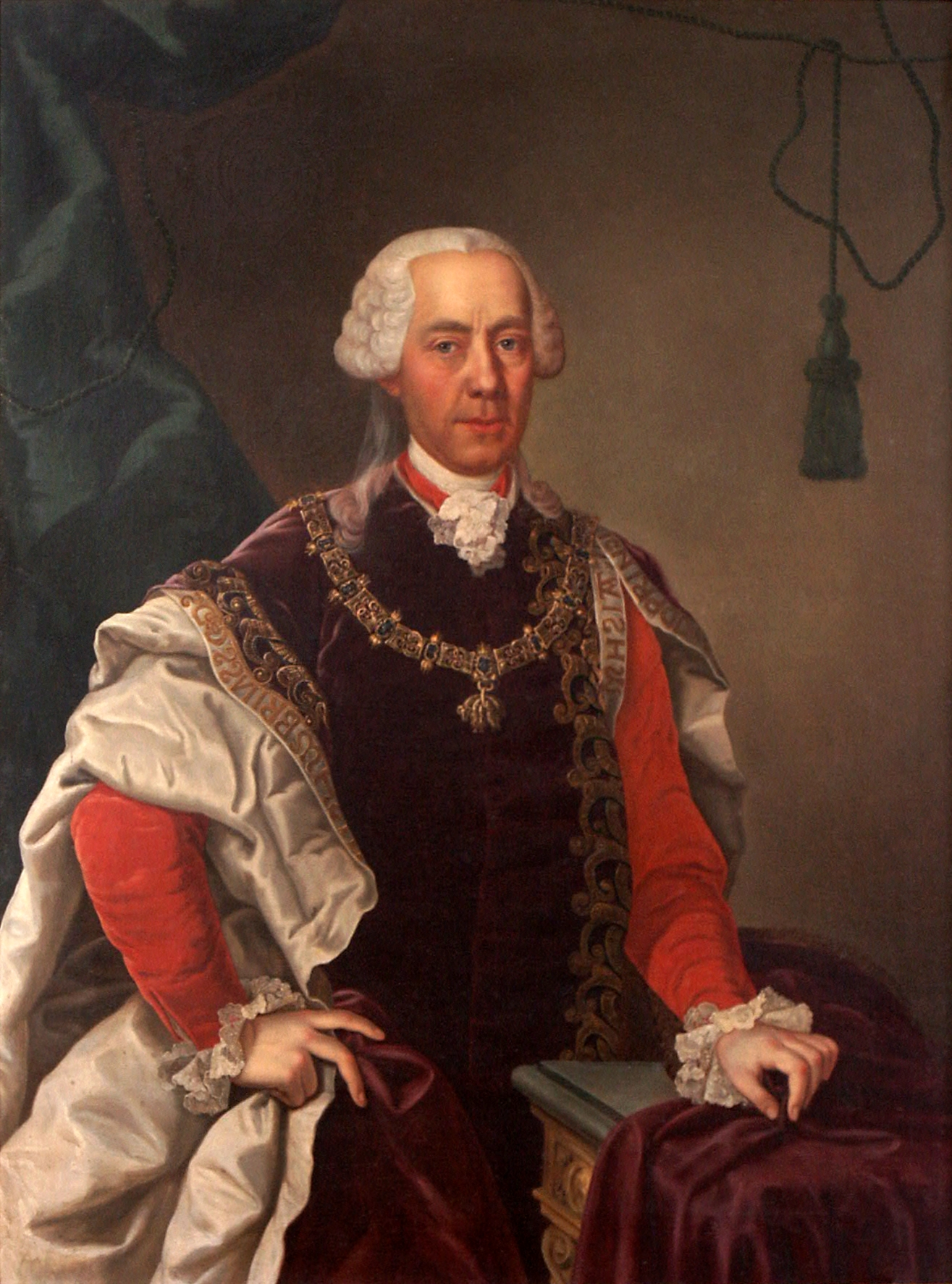
フリードリヒ・ヴィルヘルム・フォン・ハウクヴィッツ

フリードリヒ・ヴィルヘルム・フォン・ハウクヴィッツ（Friedrich Wilhelm von Haugwitz, 1702年12月11日 ザクセン - 1765年11月11日 クニーニツェ）は、オーストリアに仕えて活躍した貴族、政治家。爵位は伯爵。ナポレオン戦争中のプロイセンの外務大臣クリスティアン・アウグスト・ハインリヒ・クルト・フォン・ハウクヴィッツは同族。

## 概歴
ハウクヴィッツは当時オーストリア領であったシュレージェンの出身で、成人後は現地の官僚として活動していた。
オーストリア継承戦争によってシュレージェンがプロイセンに割譲されることになると、ハウクヴィッツ家はオーストリアに従ってシュレージェンを退去する者と、シュレージェンに残ってプロイセンに仕える者とに分かれた。彼はオーストリアに引き続き仕えることを選び、ウィーンに出た。
ハウクヴィッツは名門家の出ではなかったため人に知られる存在ではなかったが、現状の行政制度のままではベーメン、メーレンの維持すら危ういと主張してマリア・テレジアの注目を受ける。マリア・テレジアは即位後の戦争を乗り切るにあたって、オーストリアの統治体制が旧弊に過ぎることを痛感しており、ハウクヴィッツと考えを同じくしていた。実際に登用されたのは神聖ローマ皇帝フランツ1世の推挙によるところが大きいとも言われている。またハウクヴィッツは野心の少ない性格、謙虚でかつ媚びない態度でもマリア・テレジアの評価を受けていた。
ハウクヴィッツはプロイセンとの和平成立後、シュレージェンに戻ってプロイセンの行政体系を調査研究しており、その影響を強く受けていた。マリア・テレジア治世前期のこの第一次改革で、ハウクヴィッツはプロイセン流の行政をオーストリアに構築することを目指した。具体的には以下のような政策を実施した。
新しく管理庁（Directorium in publicis et cameralibus）が設立され、ハウクヴィッツはその長となった。管理庁は地方に下部組織である州政庁、郡政庁を有し、それまで各領邦ごとに在地貴族層によって独自に行われていた行政活動を中央から一元的に行うことを目指した。同時に、従来行政の一部門であった司法を独立させ、最高司法庁（Oberste Justizstelle）と地方司法庁を置いた。これによって地方によってまちまちだった法や刑罰の統一化が進められた。
また財政制度と税制を改革した。それまでの、領邦の等族議会にその年ごとに必要な金額の貢納を求めるやり方を廃し、毎年一定額を払わせることにして議会の承認は10年に一度とした。並行して貴族及び教会の免税特権を徐々に削減させるとともに、等族議会に任せきりだった徴税率や範囲の決定権を中央政庁に移していった。実際に徴税の際に必要とされたのは人口、財産の調査であり、このために統計調査の実施が行われた。
これらの事柄は貴族の強い抵抗を受け、特に税調査の実施については農民も反対して一部地域では暴動も起こったが、マリア・テレジアの強い意向により施行が後退することはなかった。また、実施困難と見られたハンガリー、ネーデルラント、オーストリア領イタリアについてはこれらの改革の範囲外とはじめから決められていた。
ハウクヴィッツのこれらの政策の実施により、オーストリアは遅れていた行財政部門を進化させることに成功した。それによって初めて、オーストリアはプロイセンへ対抗することが可能になったのである。後にカウニッツ主導の第2次改革がハウクヴィッツの業績を引き継いだ。